# Eduard von Jan
Eduard Constantin Feodor Albert Adolf Joseph von Jan (manchmal auch Eduard Feodor Konstantin Albert Adolf Josef Maria Stanislaus von Jan) (* 13. November 1885 in Straßburg; † 1. Januar 1971 in Jena) war ein deutscher Romanist und Provenzalist.

## Leben und Werk
Er war der Sohn des katholischen Privatgelehrten und Schriftstellers Hermann Ludwig von Jan (1851–1908) und dessen katholischer erster Ehefrau Maria Catharine Alberta Wilhelmine Feodora von Jan, geborenen von Ziegler und Klipphausen (1854–1894).
Jan wurde an der Julius-Maximilians-Universität Würzburg promoviert, zuerst 1921 zum Dr. med. dent., dann  1922 zum Dr. phil. bei Arthur Franz mit Freimaurerische Versdichtung in der französischen Literatur des 18. Jahrhunderts. Er habilitierte sich 1927 ebenda über Das literarische Bild der Jeanne d’Arc 1429–1926 (Halle a.S. 1928).
Von 1929 bis 1932 war er Ordinarius für romanische Philologie an der Universität Greifswald, von 1932 bis 1946 an der Universität Leipzig und ab 1946 an der Friedrich-Schiller-Universität Jena. Im Jahr 1957 wurde er emeritiert.
Im November 1933 unterzeichnete er das Bekenntnis der deutschen Professoren zu Adolf Hitler. 
Jan heiratete am 5. Oktober 1909 in Mülhausen (Elsass) Maria Boltz (* 1885 in Mühlhausen). Das Ehepaar hatte die beiden Söhne Hermann (* 1913) und Adolf (* 1915).

## Werke (Auswahl)
- Das literarische Bild der Jeanne d’Arc (1429–1926), Niemeyer: Halle (Saale) 1928.
- Die Landschaft des französischen Menschen, dargestellt am französischen Schrifttum vom Mittelalter bis zum Ausgang des 18. Jahrhunderts, Böhlau: Weimar 1935.
- Französische Literaturgeschichte in Grundzügen, Quelle & Meyer: Leipzig 1937, 6. Auflage Quelle & Meyer:  Heidelberg 1967.
- Neuprovenzalische Literaturgeschichte 1850–1950, Quelle & Meyer: Heidelberg 1959, 6. Aufl. ebd. 1967.

### Aufsätze im Forschungsbereich „Wörter und Sachen“
- Die Heiligen Marien vom Meer. In: Volkstum und Kultur der Romanen 2, 1929–1930, S. 1–19.
- Der Camargue-Stier in Spiel und Dichtung der Provence. In: Volkstum und Kultur der Romanen 14, 1941, S. 22–48.